# 콩밥
콩밥은 한국 요리의 하나로 콩을 같이 넣어 지은 밥이다. 콩밥은 콩과 쌀을 물에 충분히 불린 뒤 밥을 안쳐 짓는다. 들어가는 콩의 종류는 호랑이콩, 강낭콩, 검은콩 등이다.

## 문화 속의 콩밥
일제시대부터 1980년대 중반까지는 교도소에서 죄수들에게 콩밥을 줬었으나, 1986년부터 보리밥으로 바뀌었다. 하지만 관용적인 표현으로 오늘날에도 경찰서에 붙잡혀 교도소에 수감된다는 뜻으로‘콩밥 먹다’라는 표현을 쓴다.(콩밥은 독립운동가들에게 밥대신 콩을 더 많이 주어서 생긴 말이다)
영양가 있고 건강에 좋은 음식으로 널리 알려져 있음에도 불구하고 콩밥은 오랫동안 한국 식당에서 쉽게 볼 수 없었다. 최근 삶의 질을 강조하며 건강한 생활방식과 먹거리의 유행을 타고 '영양밥', '잡곡밥' 등 콩이 들어간 여러 가지 밥을 내놓는 곳이 늘었다.

## 같이 보기
- 한국 요리
- 밥
- 오곡밥
- 잡곡밥
- 팥밥
- 와체